# Ertazminda
Ertazminda (georgisch ერთაწმინდა) ist ein Dorf in Georgien, in der Region Innerkartlien, in der Munizipalität Kaspi.
Es liegt im Tedsami-Tal, rund 20 Kilometer südwestlich des Munizipalitäts-Verwaltungszentrums Kaspi. Das Dorf hatte 2014 230 Einwohner. Im Dorf liegt eine mittelalterliche georgische gleichnamige Ertazminda-Kathedrale.